# Rhodochlora
Rhodochlora es un género de polillas coloridas en la familia Geometridae. Fue erigido por el entomólogo británico William Warren en 1894. Se encuentra distribuido en el Neotrópico. Tiene gran parecido con el género Tachychlora, con la que tiene cierta concordancia en coloración y atrofia parcial de los espolones medios.

## Especies
| - R. albipuncta Warren, 1909 - R. basicostalis Dognin, 1900 - R. brunneipalpis Warren, 1894 - R. endognoma Prout, 1916 - R. exquisita Warren, 1905 - R. gaujoniaria Dognin, 1892 - R. mathani Prout, 1932 | - R. niepelti Prout, 1932 - R. roseipalpis Felder, 1875 - R. rothschildi Warren, 1901 - R. rufaria Warren, 1909 - R. tornistriga Prout, 1916 - R. trifasciata Warren, 1909 - R. ustimargo Warren, 1909 |